# Chronothérapie
La chronothérapie fait référence à l'utilisation des cycles endogènes, notamment les rythmes circadiens, dans le traitement de diverses maladies ou pathologies. C'est donc une branche de la chronobiologie. Elle a pour but de synchroniser les rythmes circadiens et de les utiliser à des fins thérapeutiques dans le but de guérir ou du moins atténuer différents maux, en restaurant notamment la balance des hormones et neurotransmetteurs. 
Le terme de chronothérapie fait référence en général à un traitement non médicamenteux des phases du sommeil (typiquement SRPS),. Dans le cadre d'un traitement médicamenteux les termes de chronothérapeutique ou chronopharmacologie sont moins équivoques et sont, comme la chronothérapie, des branches de la chronobiologie. La chronothérapie consiste ainsi à retarder l'heure du coucher de plusieurs heures chaque jour afin que la personne puisse s'endormir à des heures plus adaptées à son mode de vie (a priori la nuit pour se réveiller le matin),. La "chronothérapie inverse" est plutôt employée s'il s'agit de se recaler en avançant l'heure du coucher de plusieurs minutes chaque jour dans la situation rare de personnes qui ont un rythme circadien inférieur à 24h (en général l'humain a plutôt un rythme supérieur à 24h sans zeitgerbers). La chronothérapie diffère aussi de traitements par la lumière appelés "luminothérapie" . 
La chronopharmacologie est l’étude des effets des médicaments selon les rythmes circadiens, afin de donner un traitement optimal aux patients et en minimisant les effets indésirables,. En effet, les médicaments peuvent avoir des résultats différents à travers une période de 24 heures, ce qui signifie que les effets des substances pharmaceutiques sont influencés par le moment de leur administration au cours de la journée. L'efficacité varie selon des changements circadiens de pH, température, cycles cellulaires, ou de synthèse protéique.

## Exemple
Voici un exemple de chronothérapie pendant une semaine de traitement, le patient s'endort 3 heures plus tard chaque jour jusqu'à ce que le sommeil et l'heure de réveil souhaités soient atteints.
    Jour 1: dormir de 05h00 à 13h00
    Jour 2: dormir de 08h00 à 16h00
    Jour 3: dormir de 11h00 à 19h00
    Jour 4: dormir de 14h00 à 22h00
    Jour 5: dormir de 17h00 à 01h00
    Jour 6: dormir de 20h00 à 04h00
    Jour 7 et après: dormir de 23h00 à 07h00.
Des chronothérapies modifiées comme la chronotérapie inverse ou la SDPA (" controlled sleep deprivation with phase advance") peuvent aussi exister.

## Histoire

### Première utilisation
En 1814, Julien Joseph Virey, un anthropologue et naturaliste français, mentionne dans sa thèse Éphémérides de la vie humaine, ou recherches sur la révolution journalière et la périodicité de ses phénomènes dans la santé et les maladies, ses observations et ses conclusions sur la corrélation entre la prise de médicaments et la période de la journée.
« Tout médicament n'est pas également indiqué à toute heure, et ici encore la période diurne a besoin d'être consultée. Les hypnotiques, les narcotiques, l'opium, hors les conjectures extrêmes, ne seraient pas bien placés dans la matinée, lorsque toutes les facultés tendent au réveil; mais ces remèdes ont une action plus intense et plus salutaire dans la soirée, parce que les forces de la nature aspirent au sommeil et au repos.»
Cette hypothèse fut avant-gardiste mais ne pouvait être expliquée à cette époque-là, étant donné le manque de compréhension de la biologie moléculaire et l'absence de vérification expérimentale. Ce n'est que dans les années 1960, lors de la découverte de la chronobiologie et ses aspects génétiques et moléculaires que cette théorie fut expliquée.

### XXeetXXIesiècles
La chronothérapie telle qu'on la connait aujourd'hui a d'abord été étudiée durant la deuxième moitié du XXe siècle. En effet, le symposium de 1960 au Cold Spring Harbor Laboratory a posé les bases de la recherche sur la chronobiologie, ce qui a permis d'explorer plusieurs horizons des horloges endogènes, notamment les rythmes circadiens.
En 2017, le prix Nobel de physiologie ou médecine a été décerné à Jeffrey C. Hall, Michael Rosbash et Michael W. Young pour leurs recherches sur le contrôle des rythmes circadiens, ce qui a amené la chronothérapie au centre des discussions dans la communauté scientifique.

## Applications

### Dépression
La dépression est un trouble complexe impliquant des facteurs génétiques, physiologiques, psychologiques et environnementaux dont les manifestations cliniques peuvent être des variations dans le rythme éveil/sommeil, dans l’humeur ou encore dans la sécrétion de cortisol. La dépression est aussi caractérisée par un manque d’attention, des modifications dans les habitudes alimentaires, des problèmes d’apprentissage et de mémoire, et un stress psychologique. Ces altérations sont reconnues comme découlant de perturbations chronobiologiques . 
Étant donné que beaucoup de patients ne peuvent pas suivre de traitements médicamenteux à cause de leurs effets secondaires ou de leur coûts élevés, des traitements alternatifs comme la chronothérapie ont été mis en place. Un certain nombre d’études montrent que la chronothérapie est efficace pour traiter des problèmes d’humeur et de sommeil, incluant la dépression. Diverses stratégies comme le "manque de sommeil", la thérapie “d’éveil”, l’avance dans la phase de sommeil ou encore la thérapie jour/nuit sont utilisées dans la chronothérapie. L’utilisation de ces techniques pourraient diminuer la durée d’hospitalisation, augmenter le taux de guérison, et réduire la prescription des traitements médicamenteux.

#### La thérapie lumineuse
La thérapie lumineuse consiste à exposer les yeux à des niveaux intenses de lumière pendant de courtes périodes de temps et à des moments stratégiques de la journée afin de synchroniser l’horloge interne biologique de notre corps. L'intensité lumineuse varie entre 2,000-10,000 lux, avec un temps d’exposition variant de 30 à 120 minutes par jour. Bien que cette thérapie soit habituellement pratiquée le matin, une exposition le soir peut être utilisée pour produire des avances ou délais de phases. Plusieurs études ont montré des améliorations dans l’humeur, le sommeil et les niveaux de mélatonine à la suite de cette thérapie,,.

#### La thérapie par manque de sommeil
Cette thérapie consiste à rester éveillé pendant de longues périodes, et permet de réduire rapidement (en 24/28h) les symptômes dépressifs chez environ 40 à 60% des patients. Bien que le mécanisme d’action de cette thérapie soit inconnu, il semblerait qu’elle permette d’altérer le système circadien et d’augmenter les niveaux de certains neurotransmetteurs comme la sérotonine, la dopamine et la noradrénaline. Bien que les effets soient rapides, ils ne durent malheureusement que peu de temps, et une rechute dans le trouble est envisageable après l’arrêt de la thérapie.

#### Triple chronothérapie
Elle consiste à combiner la thérapie "lumineuse", par "manque de sommeil", et par avance de phase dans le sommeil. Plusieurs études montrent qu’elle améliore rapidement les symptômes dépressifs.

#### Combinaison de traitements
L’action combinée de plusieurs stratégies de chronothérapie, ou avec l’administration de traitements médicamenteux pourrait faire durer plus longtemps les effets thérapeutiques.

### Hypertension
Un essai randomisé (2019) conduit sur plus de 19 000 patients hypertendus, et une revue des connaissances récentes sur le sujet ont conclu que la prise d'antihypertenseurs en soirée (plutôt que le matin) diminue le risque d'événement cardio-vasculaire majeur (« décès d'origine cardio-vasculaire, infarctus du myocarde, revascularisation coronaire, insuffisance cardiaque ou accident vasculaire cérébral ») de 45%,,.

### Cancer
Outre la dépression, la chronothérapie est également utilisée dans le traitement du cancer, et plus précisément, en chimiothérapie. Les rythmes biologiques prennent de plus en plus d'importance dans les recherches sur le cancer et son traitement. En effet, l'observation des mitoses de cellules cancéreuses de la peau et du sein chez les humains a abouti à l'hypothèse que l'horloge moléculaire dans ces cellules anormales est désynchronisée par rapport à l'horloge des cellules saines. Cette hypothèse a été soutenue par des études modernes notamment de l'oncologue et pionnier de la chronothérapie Francis Levi qui a comparé des cellules cancéreuses du foie chez les souris, en 2006,. Une autre étude sur des tumeurs d'ovaires humains, estime le décalage entre le rythme biologique des cellules cancéreuses et celui des cellules normales à presque 12 heures.
Il est important de noter que des perturbations circadiennes fréquentes (comme le décalage horaire ou encore le travail de nuit) accélèrent le développement des tumeurs cancéreuses, car le système circadien est directement impliqué dans la réparation de l'ADN et le processus de division cellulaire. Les irrégularités du cycle du sommeil sont aussi communes chez les patients.
Le traitement de différents cancers par la chronothérapie consiste donc à administrer les médicaments et agents anticancéreux en fonction des rythmes circadiens des cellules cancéreuses pour les traiter quand elles sont le plus réceptives. En d'autres termes, on traite le patient lorsque les cellules saines sont les moins vulnérables à la toxicité du traitement, et/ou quand les cellules cancéreuses le sont le plus. En effet, Francis Levi affirme que "l'administration du traitement au bon moment peut augmenter son efficacité et diminuer sa toxicité". La sensibilité de l'organisme aux agents anticancéreux varie, entre autres, selon la production circadienne de différentes protéines.
La chronothérapie a déjà été utilisée pour quelques types de cancers, notamment le cancer du colon,,. La chimiothérapie combinée à la chronothérapie a été efficace dans certains cas, mais pas dans d'autres, car plusieurs facteurs affectent les rythmes biologiques et le traitement chronothérapeutique d'un patient, comme son sexe, sa physiologie circadienne ou son génome.
Ainsi, la chronothérapie a le potentiel d’améliorer l’efficacité et de diminuer la toxicité des traitements du cancer, avec notamment l’utilisation de nouveaux agents anti-cancers. Cependant, elle est encore balbutiante et les preuves cliniques manquent. Plus de résultats sont requis pour qu'elle soit totalement acceptée par la communauté scientifique. D'après Francis Levi, "le concept est accepté scientifiquement, mais la communauté médicale ne l'accueille toujours pas avec enthousiasme".
Dans certains cas, l'immunothérapie semble aussi pouvoir bénéficié de l'apport de la chronothérapie. Des résultats positifs ont été obtenus dans des cas de mélanome métastatique et de cancer du poumon non à petites cellules métastatique. Les lymphocytes T CD8+ cytotoxiques, induient par l'immunothérapie, sont régulés par l'horloge circadienne,. Les lymphocytes riches en CD8+ infiltrant les cancers sont associés à une meilleure survie globale. 

### Vaccination
Les études menées à ce jour indiquent que le sommeil et la vaccination en début de journée peuvent contribuer à une meilleure réponse immunitaire et à une plus grande efficacité des vaccins. L'horloge circadienne influence les réponses des lymphocytes T à la vaccination en régulant le traitement antigénique des cellules dendritiques. Les potentiels vaccins contre certaines formes de cancer seraient aussi concerné par cette influence,,.

### Épilepsie
Premièrement, avant d’adresser les mécanismes d’action chronothérapeutiques, il faut comprendre la chronobiologie de l’épilepsie. Il est important de souligner que la chronothérapie et la chronobiologie ont une relation réciproque et une affecte l’autre, ce qui justifie l’importance d’étudier ces deux sphères. Il y a un lien bidirectionnel entre les crises épileptiques et plusieurs rythmes circadiens et ils sont sous l’influence de différents zeitgebers environnementaux qui affectent l’occurrence et la sévérité de l’épilepsie.
Cette rythmicité circadienne a été confirmée et est observable chez 80-90 % des cas et le 10-20 % restant avait plutôt un cycle d’une rythmicité hebdomadaire. On constate que l’activité clinique des crises d'épilepsie serait influencée par le cycle circadien ainsi que par le cycle veille-sommeil et en désynchronisant un des deux cycles, il est possible de déterminer leur effet séparément.  Les stades 1 et 2 du sommeil participeraient dans l’activation de crise d’épilepsie, ce qui renforce le lien de l’horloge circadienne avec l’épilepsie vu son influence sur les stades du cycle de sommeil.
D’ailleurs, les localisations de foyer épileptique ont de différentes tendances d’occurrence. Les épilepsies temporales et occipitales se produisent davantage durant l’après-midi. Les épilepsies généralisées, frontales et pariétales ont une occurrence plus grande en matinée et durant cette période, il peut y avoir des pics additionnels pour l’épilepsie d’origine temporale. 
Des lésions à l’hippocampe cérébral peuvent être une des raisons qui peuvent affecter la chronobiologie de l’épilepsie. En effet, le mécanisme des crises épileptiques du système limbique impliquerait une dérégulation du gène circadien clock ou un découplage entre l’hippocampe et d’autres oscillations cycliques. En jouant sur les signaux environnementaux, on pourrait changer l’amplitude ou la phase d'expression du gène clock et des cibles du gène. On pourrait déterminer les paramètres des signaux qui permettent de réajuster les rythmes endogènes dans le but de contrôler les crises d’épilepsie .
Le chronotype d’un patient serait un facteur important à considérer dans le plan de chronothérapie, car il influence la chronobiologie de l’épilepsie et la chronopharmacocinétique.  En 2010, une étude portée sur le sujet a noté que les personnes affectées par l’épilepsie de tous types confondus avaient plus en moyenne un chronotype tôt que la population générale. 

#### Prise de médicaments à des moments précis pour contrôler les crises d’épilepsie
Les crises d’épilepsie peuvent sembler se produire de manière aléatoire sans crier gare. Néanmoins, ces dernières suivent un certain rythme semblable aux cycles lunaires et menstruels, souvent sur un cycle de 24 heures .  Ainsi, il est possible de synchroniser la prise de médicaments chez les patients épileptiques avec le moment où le déclenchement d’une crise a le plus de chances de se produire. C’est le principe de la chronothérapie. En synchronisant la prise de médicament avec le cycle des crises, on obtient un meilleur contrôle de celles-ci. Pour les crises d’épilepsie généralisées, la décharge électrique et la répétition des crises sont plus importantes durant la nuit. 
Des médicaments antiépileptiques tels que l’acide valproïque seraient donc, plus efficaces lorsque administrés le soir. En effet, le pic d’efficacité (ou de concentration) du médicament arrive lorsque le patient dort, ce qui fait en sorte que ce dernier est moins à risque de faire une crise d’épilepsie durant la nuit ainsi que le matin et il y a moins de réactions adverses comme la fatigue. D’autres antiépileptiques, par exemple le phenytoin et le carbamazepine fournissent une meilleure réponse quand ils sont donnés chaque jour à 20h en ayant les mêmes bénéfices que ceux mentionnés plus haut. 
Lors de la préparation à un traitement de chronothérapie, il est toutefois nécessaire de considérer les caractéristiques des patients, car ceux-ci peuvent avoir différentes réponses face à la médicamentation. Par exemple, l’acide valproïque est plus efficace quand il est administré en soirée comme dit plus tôt. Il est cependant important de considérer l’âge du patient dans ce cas, car si la fréquence d’administration ne change pas, le patient plus âgé a tendance à plus lentement dégrader le médicament que les patients plus jeunes à cause de leur métabolisme qui est moins actif, ce qui pourrait nuire à son efficacité. Pour y remédier, les patients âgés doivent recevoir une moins grande dose d’acide valproïque par jour pour avoir la même durée d’efficacité que les patients plus jeunes.

##### Chrothérapie avec la mélatonine
La mélatonine est l’hormone la plus fiable pour synchroniser et mesurer le cycle circadien. Lorsque exposée à la lumière, sa sécrétion est inhibée et son niveau réaugmente lorsqu’il y a une faible quantité de lumière, c’est ainsi qu’on peut mesurer dans quelle phase on se situe dans le cycle circadien. Le manque de sommeil est une cause pouvant augmenter la fréquence des crises. Les personnes atteintes d'épilepsie sont connues pour avoir un sommeil perturbé et un cycle circadien modifié.  Cette hormone est utilisée en chronothérapie et pourrait être potentiellement un anticonvulsif .

###### Autres approches
D’autres méthodes sont par ailleurs utilisées dans le traitement de l’épilepsie. Ces méthodes consistent à altérer le cycle circadien, par exemple en créant des avances ou des délais de phases. En ayant un meilleur contrôle sur le cycle, il devient alors plus simple de contrôler l’épilepsie.  Plusieurs méthodes, autres que l'utilisation de la mélatonine ont été étudiées. On note la consommation qu’une diète cétogène, riche en gras et pauvre en hydrates de carbone et protéines aiderait à provoquer une avance de phase pouvant aider à la synchronisation du cycle circadien. Aussi, l’entrainement par l’exposition à des flashs lumineux à des moments précis, selon le type épileptique aiderait à réguler les rythmes circadiens en modulant les phases d’oscillations anormales. Dans un même ordre d’idées, l’exercice physique peut être un autre stimulus qui redémarre le cycle circadien en agissant d’une manière similaire à la lumière, résultant en un meilleur contrôle de celui-ci.

## Traitement spécialisé
Les dernières avancées dans ce domaine concernent l’étude de l’individualisation de la chronothérapie afin d’augmenter son efficacité. En effet l’étude de la corrélation entre les variations inter-individuelles du génome et la diversité des phénotypes est un concept clé dans les sciences modernes. La pharmacogénomique est la branche qui aborde l’influence des variations génétiques sur la réponse des patients, plus précisément  par la corrélation entre l’expression d’un gène et l’effet (efficacité ou toxicité) d’une substance pharmacologique. En considérant cela, la pharmacogénomique permettrait d’optimiser la chronothérapie en tenant compte du génotype de chaque patient pour assurer son efficacité maximum et minimiser les effets secondaires. Une telle approche donnerait naissance à la “médecine personnalisée” où les traitements médicamenteux et leur "timing" d’administration sont optimisés pour chaque individu.
Pour Dr. Francis Levi, "malgré les obstacles pratiques et logistiques, la chronothérapie est un pas de plus vers le traitement spécialisé". Effectivement, la chronothérapie devrait devenir un élément essentiel à considérer en vue d'une "médecine adaptée" pour chaque patient. 